# San Pietro (Scafati)
San Pietro is een plaats (frazione) in de Italiaanse gemeente Scafati.